# Liste der Baudenkmale in Krummhörn
Die Liste der Baudenkmale in Krummhörn enthält die nach dem Niedersächsischen Denkmalschutzgesetz geschützten Baudenkmale in der ostfriesischen Gemeinde Krummhörn. Die Quelle der Baudenkmale ist der Denkmalatlas Niedersachsen. mit dem Stand vom März 2024.
Baudenkmale sind „im Sinne des Gesetzes Bodendenkmale, bewegliche Denkmale und Denkmale der Erdgeschichte.“
Der Übersicht und Länge halber ist die Liste nach den 19 Ortsteilen der Gemeinde separiert. Diese Einteilung findet sich in der folgenden Tabelle, in der zu jedem Eintrag, soweit möglich, ein exemplarisches Foto eines Baudenkmals aus dem jeweiligen Ortsteil zu finden ist.
| Bild                               | Ortsteil   | Liste                                       |
| ---------------------------------- | ---------- | ------------------------------------------- |
| Campener Leuchtturm                | Campen     | Liste der Baudenkmale in Campen (Krummhörn) |
| Canumer Kirche                     | Canum      | Liste der Baudenkmale in Canum              |
| Eilsumer Kirche                    | Eilsum     | Liste der Baudenkmale in Eilsum             |
| Freepsumer Kirche                  | Freepsum   | Liste der Baudenkmale in Freepsum           |
| Greetsieler Zwillingsmühlen        | Greetsiel  | Liste der Baudenkmale in Greetsiel          |
| Grimersumer Kirche                 | Grimersum  | Liste der Baudenkmale in Grimersum          |
| Groothusener Kirche                | Groothusen | Liste der Baudenkmale in Groothusen         |
| Bild gesucht!                      | Hamswehrum | Liste der Baudenkmale in Hamswehrum         |
| Jennelter Kirche                   | Jennelt    | Liste der Baudenkmale in Jennelt            |
| Loquarder Kirche                   | Loquard    | Liste der Baudenkmale in Loquard            |
| Gulfhof Zwischen den Höfen 2       | Manslagt   | Liste der Baudenkmale in Manslagt           |
| Manningaburg                       | Pewsum     | Liste der Baudenkmale in Pewsum             |
| Pilsumer Kreuzkirche St. Stephanus | Pilsum     | Liste der Baudenkmale in Pilsum             |
| Rysumer Kirche                     | Rysum      | Liste der Baudenkmale in Rysum              |
| Uplewarder Kirche                  | Upleward   | Liste der Baudenkmale in Upleward           |
| Uttumer Windmühle                  | Uttum      | Liste der Baudenkmale in Uttum              |
| Visquarder Kirche                  | Visquard   | Liste der Baudenkmale in Visquard           |
| Woltzetener Kirche                 | Woltzeten  | Liste der Baudenkmale in Woltzeten          |
| Woquarder Kirche                   | Woquard    | Liste der Baudenkmale in Woquard            |